# René de Marillac (1638-1719)
Pour les articles homonymes, voir Marillac.
René II de Marillac, baron d'Attichy, né en 1638 et mort à Paris le 15 septembre 1719, est un gentilhomme et haut fonctionnaire français du XVIIe siècle connu notamment pour être le premier à avoir expérimenté les dragonnades.

## Origines familiales
René II de Marillac est l'aîné des enfants de Michel II de Marillac (?-1684 ; fils de René Ier et petit-fils de Michel Ier) et de Jeanne Potier. Il est probablement né en 1638 et baptisé le 18 février 1639 à Paris en l'église Saint-Nicolas-des-Champs. Il a deux frères et deux sœurs : André, doyen de Saint-Émilion ; Louis, docteur en Sorbonne ; Marie, religieuse ; et Madeleine, qui épouse en 1682 André Hennequin d'Ecquevilly.

## Carrière
En avril 1661, il est d'abord reçu conseiller au parlement de Paris, avant d'être fait avocat général au grand conseil en 1663. Le 9 juin 1665, il rachète à sa cousine Geneviève Doni la baronnie d'Attichy et use alors couramment du titre de baron d'Attichy. Il devient maître des requêtes en 1671. En 1673, il est nommé intendant du Poitou.
En 1681, sur ordre de Louvois, il organise la première dragonnade dans sa généralité. Il annonce au roi avoir comptabilisé plus de 30 000 conversions entre août et novembre. Le procédé mis en place est redoutable : les soldats sont logés de force chez les protestants qui doivent satisfaire toutes leurs exigences.
Les exactions commises par les dragons reviennent aux oreilles de Colbert qui s'en offusque et obtient du roi l'interdiction de ces conversions forcées ainsi que la destitution de Marillac en 1682. Cependant, la mort de Colbert en 1683 laisse le champ libre à Louvois et Marillac est nommé intendant de Normandie dès le début de l'année 1684 et prend son poste le 11 juillet suivant.
En avril 1686, il devient conseiller d'État ordinaire. Il meurt doyen du conseil le 15 septembre 1719, à l'âge de 81 ans.

## Mariage et descendance
En 1664, il épouse Marie Bochart, fille de François Bochart, intendant de Lyon et de Marie Lullier. Ils ont quatre enfants :
- Michel (mort en 1695), avocat du roi au Châtelet;
- Jean (mort en 1704), colonel du régiment de Languedoc ;
- et Madeleine (morte en 1712).

## Titres
Baron d'Attichy et de la Ferté-sur-Péron, seigneur d'Ollainville, de Berneuil, de Bitry, de Saint-Pierre-lès-Bitry, de Coloizy, du Grand-Parc, du Bourget, du Petit-Grolay et de la Motte-sur-Aisne.

### Articles liés
- Famille de Marillac
- Dragonnades
- Intendants du Poitou
- Intendants de Normandie